# 2-aminobenzenesulfonato 2,3-diossigenasi
La 2-aminobenzenesulfonato 2,3-diossigenasi è un enzima appartenente alla classe delle ossidoreduttasi, che catalizza la seguente reazione:
2-aminobenzenesulfonato + NADH + H+ + O2 ⇄ 2,3-diidrossibenzenesulfonato + NH3 + NAD+